# Samurai Shodown 64
Samurai Shodown 64, conocido como Samurai Spirits (SAMURAI SPIRITS ～侍魂～ Samurai Supirittsu?) en Japón, es un videojuego de lucha 3D producido por SNK para su sistema Hyper Neo-Geo 64. Fue el primer juego de lucha en 3D de SNK. Después de haber lanzado cuatro juegos Samurai Shodown en Neo-Geo, SNK anunció que produciría una nueva plataforma de hardware arcade, esta de 64 bits y con amplias capacidades 3D. Aunque nunca fue portado a consolas domésticas, fue seguido por una segunda entrega en 3D titulada Samurai Shodown 64: Warriors Rage. 64: Warriors Rage no se lanzó fuera de Japón.

## Trama
Hace veinte años se hizo cierto proceso a lo largo de los años. Yuga sacaría bebés del vientre de su madre durante unos días. Ella pondría un cierto hechizo sobre ellos y los devolvería al útero de la madre. El bebé nacería como si nada hubiera pasado. El niño mostraría un talento increíble en diferentes campos. Estos niños fueron llamados "Shindou" o "Kidou". Veinte años después, los niños se convertirían en increíbles adultos que tienen un alto estatus o son muy conocidos. Yuga aparecería ante estas personas y les mostraría un misterioso espectáculo de marionetas. Esto les hace recordar por qué nacieron en este mundo y seguirían las órdenes dadas por Yuga.

## Jugabilidad
El jugador puede moverse en cualquier dirección y las etapas tienen varios niveles. Es posible golpear a un oponente a través de una pared o piso hacia una sección diferente de la misma arena, o fuera del área de combate por completo, lo que resulta en una victoria por "anular".
Cada personaje tiene una "barra de resistencia" que disminuye con movimientos y ataques excesivos, y se repone mientras está inactivo. También hay un "medidor de POW", que, una vez que alcanza el máximo, le da al jugador una resistencia ilimitada durante un período de tiempo y la capacidad de ejecutar un súper movimiento.
El juego introdujo dos nuevos personajes jugables:
- Yagyu Hanma, un hombre musculoso con un brazo metálico y gigantesco
- Shiki, una espadachina competente en la lucha con dos katanas, que luego es elegida como una de las representantes seleccionables de SNK en los juegos de lucha SNK vs. Capcom: SVC Chaos y NeoGeo Battle Coliseum. También aparecería en Samurai Shodown de 2019.

Como en Samurai Shodown III: Blades of Blood, cada personaje tiene versiones "Slash" y "Bust".

## Desarrollo
El juego fue presentado oficialmente en el show AOU de febrero de 1997, con una cinta de video que contenía unos segundos de metraje de "Samurai Shodown 64" que sirvió como la primera demostración pública de Neo Geo 64. En la feria JAMMA de septiembre de 1997 se mostró una versión completa al 85%.

## Recepción
En Japón, Game Machine incluyó a Samurai Shodown 64 en su edición del 15 de febrero de 1998 como el segundo juego de arcade más exitoso del mes.
Super GamePower le dio 3/5.